# Escape Game (Computerspielgenre)
Escape Games oder Escape the Room Games gehören zum Genre der Adventures. Es sind meistens Browserspiele, welche typischerweise per „Point-and-Click“ gesteuert werden.
Mit demselben Begriff werden Umsetzungen des Spielprinzips als Gesellschaftsspiel bezeichnet, bei dem Menschen in einer vorgegebenen Zeit in einem realen Raum Aufgaben oder Rätsel lösen müssen, um das Spiel zu meistern.

## Spielprinzip
Die Grundzüge des Spielprinzips stammen aus dem Adventure-Genre. Als Urvater dieses Spielkonzepts gilt allgemein das Onlinespiel Crimson Room des Japaners Toshimitsu Takagi aus dem Jahr 2004. Das Ziel des Spiels besteht darin, einen Ort, an dem man gefangen ist, zu verlassen.
Die meisten Spiele werden in der Egoperspektive gespielt und fordern vom Spieler Geduld, Ausdauer, Geschicklichkeit und logisches Denken. Es beginnt in der Regel mit einem kurzen Intro, das anhand eines Textes oder einer kurzen Szene einen Handlungsrahmen vorgibt. Der Ort ist meist ein Raum, der mindestens eine verschlossene Türe besitzt und einige Gegenstände sowie versteckte Lösungshinweise bereithält. Einige Spiele umfassen auch mehrere solche Räume. Der Spieler muss die im Raum befindlichen Objekte mit der Computermaus zunächst anvisieren (= Point) und dann anklicken (= Click), um mit diesen Objekten zu interagieren. Dazu gehört beispielsweise das Verknüpfen von Gegenständen und Objekten, um neue Objekte und Hinweise zu bekommen. Oftmals müssen auch die Hinweise richtig interpretiert oder Rätsel gelöst werden, um an erforderliche Codes oder Passwörter zu gelangen.
Die Rätselstellung findet auf verschiedenen Wahrnehmungsebenen statt. Typischerweise werden visuelle Reize in Form von Buchstaben, Zahlen, Farben, Zeichen, Piktogrammen und Bildern gestellt. Als akustische Reize kommen Sprache, Tonfolgen und Musik zum Einsatz. Einzelne Elemente stehen in der Regel nicht für sich allein. Hinweise und Gegenstände liefern zu Spielbeginn meist keine nützliche Information. Ihr Sinn erschließt sich aus Gemeinsamkeiten mit anderen Elementen.

## Brett- und Kartenspiele
Das Prinzip der Escape Games wurde auch in Form von Brett- und Kartenspielen umgesetzt. Ab Ende 2016 veröffentlichte der Kosmos-Verlag unter dem Titel Exit – Das Spiel Escape-Game-Abenteuer der Spieleautoren Inka und Markus Brand, basierend auf der Idee und dem Konzept von Ralph Querfurth und Sandra Dochtermann. Weitere vergleichbare Spiele sind das von dem Verlag noris Spiele veröffentlichte Spiel Escape Room von Andrea Hofbeck, die Escape-the-Room-Spiele von Nicholas Cravotta und Rebecca Bleausowie das Anfang 2017 im Verlag Space Cowboys erschienene Unlock!. Ab Oktober 2018 erschien die Reihe Escape Dysturbia im Homunculus Verlag. Als Kartenspiel ist das Spielprinzip auch für Einzelspieler nutzbar: Spielkarten, die die Handlung erläutern und Rätsel vorgeben, werden in einer vorgegebenen Reihenfolge verdeckt abgelegt, und der oder die Spieler folgt oder folgen den Anweisungen auf der jeweils obersten Karte.

## Bücher
Auch in Form von Büchern finden sich Escape Games. Ende 2019 veröffentlichte der Verlag arsEdition mit Escape Room das erste Escape Game als Buch. Die Besonderheit liegt bei dieser Produktform in den Seiten zum seitlichen Aufschneiden.

## Filme über Escape Rooms
Mit der zunehmenden Popularität der Escape Rooms entstanden auch Horrorfilme, in denen solche Räume für die Teilnehmer zur tödlichen Gefahr werden. 2017 gab es gleich zwei Filme mit dem Titel Escape Room. In Peter Dukes’ Werk bedroht ein vom Dämon besessener Schauspieler vier Freunde in einem Rätsel-Raum. In Will Wernicks Film geraten sechs Freunde nach einem Geburtstagsparty in einem Escape Room in Gefahr. Adam Robitel führte Regie in einem ebenfalls Escape Room betitelten Film von 2019. Darin müssen sich zufällig zusammengekommene Menschen in überdimensionalen Räumen durch Gefahren wie Hitze und Kälte kämpfen. Dieser Film erhielt 2021 die Fortsetzung Escape Room 2: No Way Out. Diesmal geht es um Überlebende von Escape Rooms, die neue Rätsel lösen müssen, um zu überleben.
Im weiteren Sinne verfolgen auch die älteren Horrorfilme Cube und Saw ein ähnliches Schema. Auch in diesen Filmen müssen sich die Protagonisten aus Räumen befreien, um tödlichen Gefahren zu entkommen.